# Christian August Rasor
Christian August Rasor (* 16. Juni 1819 in Worms; † 4. Januar 1860 in Frankfurt am Main) war ein Kaufmann und Politiker der Freien Stadt Frankfurt.

## Leben
Rasor lebte als Kaufmann in Frankfurt am Main. Dort war er Miteigentümer der Firma J.G. Heuser jun. sel. Wittib, einem Handel in Leinen, Wolle und Baumwolle. Von 1852 bis 1858 war er Mitglied der Frankfurter Handelskammer.
Er gehörte von 1850 bis 1857 dem Gesetzgebenden Körper der Freien Stadt Frankfurt an. 